# 유영 (치천왕)
치천왕 유영(菑川王 劉永, ? ~ ?)은 중국 전한의 황족·제후왕으로, 치천왕이며 폐위되어 시호는 없다. 한서 제후왕표에서는 아버지 치천회왕 유우가 치천회왕 6년(기원전 4년)에 죽자 그 뒤를 이어 치천왕이 되었다. 재위 12년(9년)에 왕망이 전한을 멸하고 신나라를 세우면서 공으로 폄작되었고, 이듬해에 공작위를 폐지하면서 작위를 잃었다. 이에 따르면 재위 기간은 기원전 4년 ~ 기원후 9년이다. 고오왕전에서는 아버지가 치천회왕 6년(기원전 5년)에 죽자 그 뒤를 이어 치천왕이 되었고, 왕망이 전한을 멸하고 신나라를 세우면서 왕위를 잃었다고 한다. 이에 따르면 재위 기간은 기원전 5년 ~ 기원후 9년이다.